# بيرت همفريز
بيرت همفريز (بالإنجليزية: Bert Humphries)‏ هو لاعب كرة قاعدة أمريكي، ولد في 26 سبتمبر 1880 في California, Pennsylvania ‏ في الولايات المتحدة، وتوفي في 21 سبتمبر 1945 في أورلاندو في الولايات المتحدة.

## وصلات خارجية
- بيرت همفريز على موقعبيزبول رفرنس.كوم (الدوري الرئيسي) (الإنجليزية)
- بيرت همفريز على موقعبيزبول رفرنس.كوم (الدوري الثانوي) (الإنجليزية)